# Dolmen de la Sulette

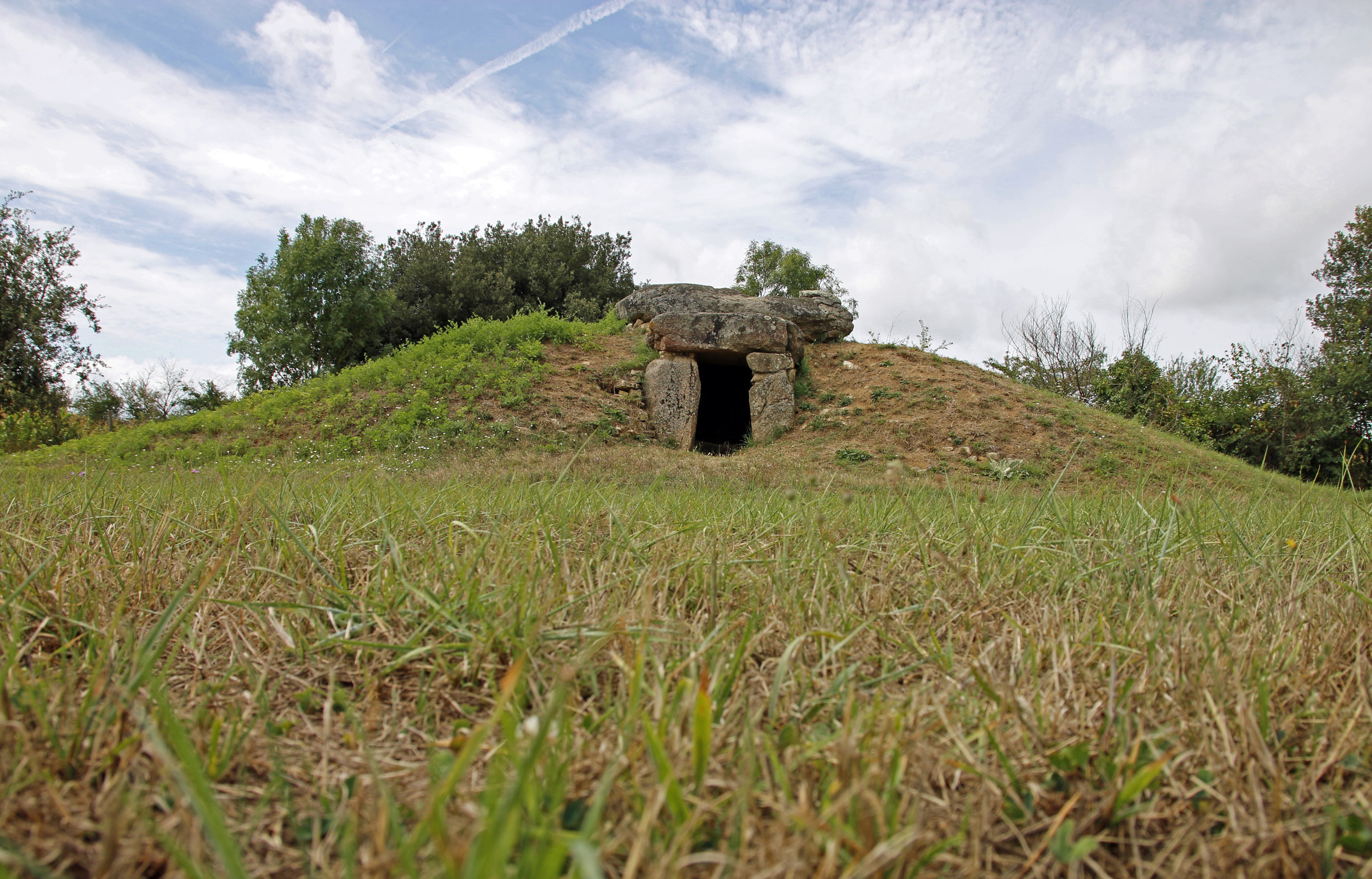
Dolmen de la Sulette

Der Dolmen de la Sulette (auch Dolmen von Les Tressoisieres  genannt) liegt nordöstlich von Saint-Hilaire-la-Forêt bei Les Sables-d’Olonne im Département Vendée in Frankreich. Dolmen ist in Frankreich der Oberbegriff für neolithische Megalithanlagen aller Art (siehe: Französische Nomenklatur).
Der restaurierte Dolmen vom Typ Angevin liegt in einem Rundhügel und hat eine nahezu quadratische Kammer von etwa 2,0 × 2,0 m, bestehend aus vier Tragsteinen, ergänzt durch Trockenmauerwerk und einen allseits überstehenden Deckstein. Der von dem für den Typ maßgeblichen, vorgebauten Portal ausgehende Gang hat eine Breite von 1,8 und eine Höhe von 1,3 m. Der Boden besteht aus einer glatten Platte.